# Ramsau (Bad Heilbrunn)
Ramsau ist ein Gemeindeteil der Gemeinde Bad Heilbrunn im oberbayerischen Landkreis Bad Tölz-Wolfratshausen. Das Dorf liegt circa zwei Kilometer nordöstlich von Bad Heilbrunn auf der Gemarkung Oberbuchen.
Der Ort gehörte bis 1971 zur ehemaligen Gemeinde Oberbuchen.

## Baudenkmäler
- Kapelle St. Antonius von Padua